# لایمستوون (اکلاهما)
لایمستوون(به انگلیسی: Limestone) شهری در ایالت اکلاهما کشور ایالات متحده آمریکا است که جمعیت آن در سرشماری سال ۲۰۱۰ میلادی، ۶۲۹ نفر بوده‌است.